# Gymnapistes marmoratus
Gymnapistes marmoratus és una espècie de peix pertanyent a la família dels tetrarògids i l'única del gènere Gymnapistes'.

## Etimologia
Gymnapistes deriva dels mots grecs gymnos (nu) i apisto (sospitós), mentre que l'epítet marmoratus es refereix al seu patró marbrat corporal.

## Descripció
Fa 22,5 cm de llargària màxima. 12-13 espines i 7-10 radis tous a l'única aleta dorsal. 3 espines i 4-6 radis tous a l'aleta anal. Aletes pectorals amb 10-12 radis tous. 1 espina i 5-5 radis tous a les aletes pelvianes. 28 vèrtebres. Absència d'escates. Línia lateral contínua. Els adults posseeixen espines verinoses infraorbitàries, preoperculars i a l'aleta dorsal. La seua coloració presenta clapes de marró a marró fosc al dors, les quals esdevenen progressivament més pàl·lides a mesura que s'atansen al ventre. Línia lateral des del marge opercular fins al peduncle caudal. Os lacrimal mòbil.

## Reproducció
Assoleix la maduresa sexual entre els 2 i 4 anys i fa la posta durant l'agost-setembre, la qual sembla estar relacionada amb l'augment de la temperatura de l'aigua a l'inici de la primavera.

## Alimentació i depredadors
Els individus més petits es nodreixen principalment de gambetes i crancs, mentre que els més grans són piscívors. És depredat per Platycephalus bassensis i Platycephalus laevigatus.

## Hàbitat i distribució geogràfica
És un peix marí i d'aigües salabroses, demersal (entre 2 i 26 m de fondària) i de clima subtropical (10°S-45°S), el qual viu a l'Índic oriental: és un endemisme de les praderies marines de les aigües costaneres del sud d'Austràlia des d'Austràlia Occidental fins a la Gran Badia Australiana, Austràlia Meridional, Victòria, Nova Gal·les del Sud i Tasmània.

## Observacions
És verinós per als humans, el seu índex de vulnerabilitat és alt (55 de 100), la seua longevitat és de 14 anys i és més actiu a la nit (resta immòbil durant el dia). Encara que no té cap interès per a la pesca comercial o l'aqüicultura, és capturat d'una manera incidental amb xarxes i pels pescadors esportius. Pel que fa a les seues picades, els símptomes d'enverinament poden incloure dolors intens localitzat, inflor, nàusees, sudoració, paràlisi de les extremitats, afectació del sistema cardiovascular i, en casos molt rars, la mort.